# Xamba, un gos molt humà
Xamba, un gos molt humà (títol original: Fluke) és una pel·lícula estatunidenca estrenada l'any 1995 dirigida per Carlo Carlei. Ha estat doblada al català.

## Argument
Tom i Jeff, amics i companys de treball, participen malgrat ells en una carrera de cotxes en la qual Tom troba la mort. Reencarnat en un gos anomenat Fluke, busca saber perquè el seu millor amic ha provocat la seva mort. Però s'adonarà que la història que creia justa, resulta ser diferent.

## Repartiment
- Matthew Modine: Thomas P. Johnson / Fluke (veu)
- Nancy Travis: Carol Johnson
- Eric Stoltz: Jeff Newman
- Max Pomeranc: Brian Johnson
- Ron Perlman: Sylvester
- Jon Polito: el patró
- Bill Cobbs: Bert
- Collin Wilcox Paxton: Bella
- Federico Pacifici: Professor Santini
- Samuel L. Jackson: Rambo (veu)